# Den Sociale Udviklingsfond
Den Sociale Udviklingsfond (SUF) er en dansk almennyttig fond med hovedsæde i Odense.

## Historie
Den Sociale Udviklingsfond (SUF) blev etableret i 1991, af en gruppe socialarbejdere med erfaringer fra deres tidligere arbejdsplads Ungbo, som ønskede at skabe en virksomhed, der hjælper udsatte unge til en bedre tilværelse. Det førte til etableringen af Den Sociale Udviklingsfond, som skaber støtte- og behandlingstilbud til mennesker i særligt sårbare livssituationer.

## Aktiviteter
Den Sociale Udviklingsfond har i dag mere end 30 afdelinger over hele landet og knap 600 ansatte. Afdelingerne driver socialpsykiatriske botilbud, socialpædagogiske udviklingsforløb i eget hjem, mentorordning, socialøkonomiske virksomheder og beskæftigelsesrettede forløb rettet mod socialt og psykisk udsatte borgere.
Afdelingerne fordeler sig som følger:
- 12 afdelinger i Region Hovedstaden
- 8 afdelinger i Region Midtjylland
- 5 afdelinger i Region Syddanmark
- 3 afdelinger i Region Sjælland
- 3 afdelinger i Region Nordjylland

Den Sociale Udviklingsfond udbyder og organiserer støtte-, læring- og udviklingstilbud efter såvel Serviceloven som Loven om Aktiv Beskæftigelse (LAB). Fonden udgiver desuden SUF Magasinet – et fagmagasin, omhandlende socialpædagogiske spørgsmål.